# Rosa bracteata
Rosa bracteata là loài thực vật có hoa trong họ Hoa hồng. Loài này được J.C. Wendl. miêu tả khoa học đầu tiên năm 1798.

## Hình ảnh

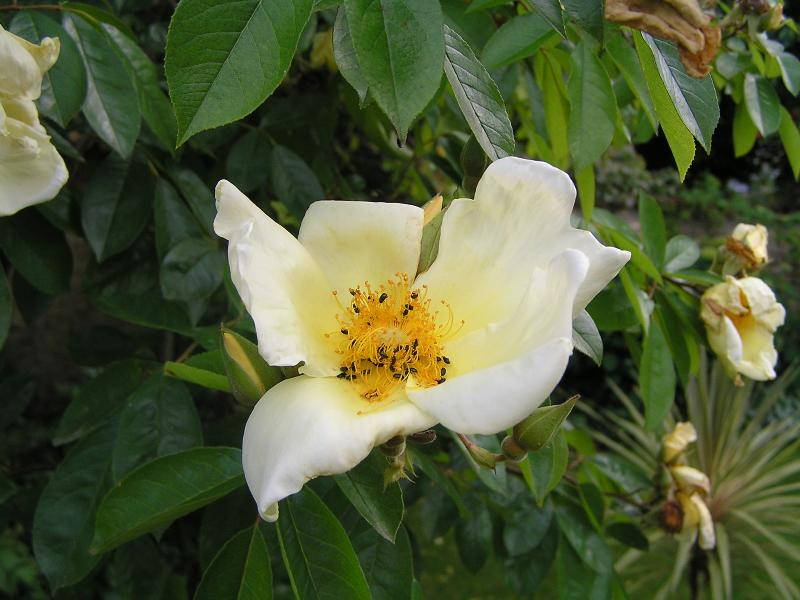
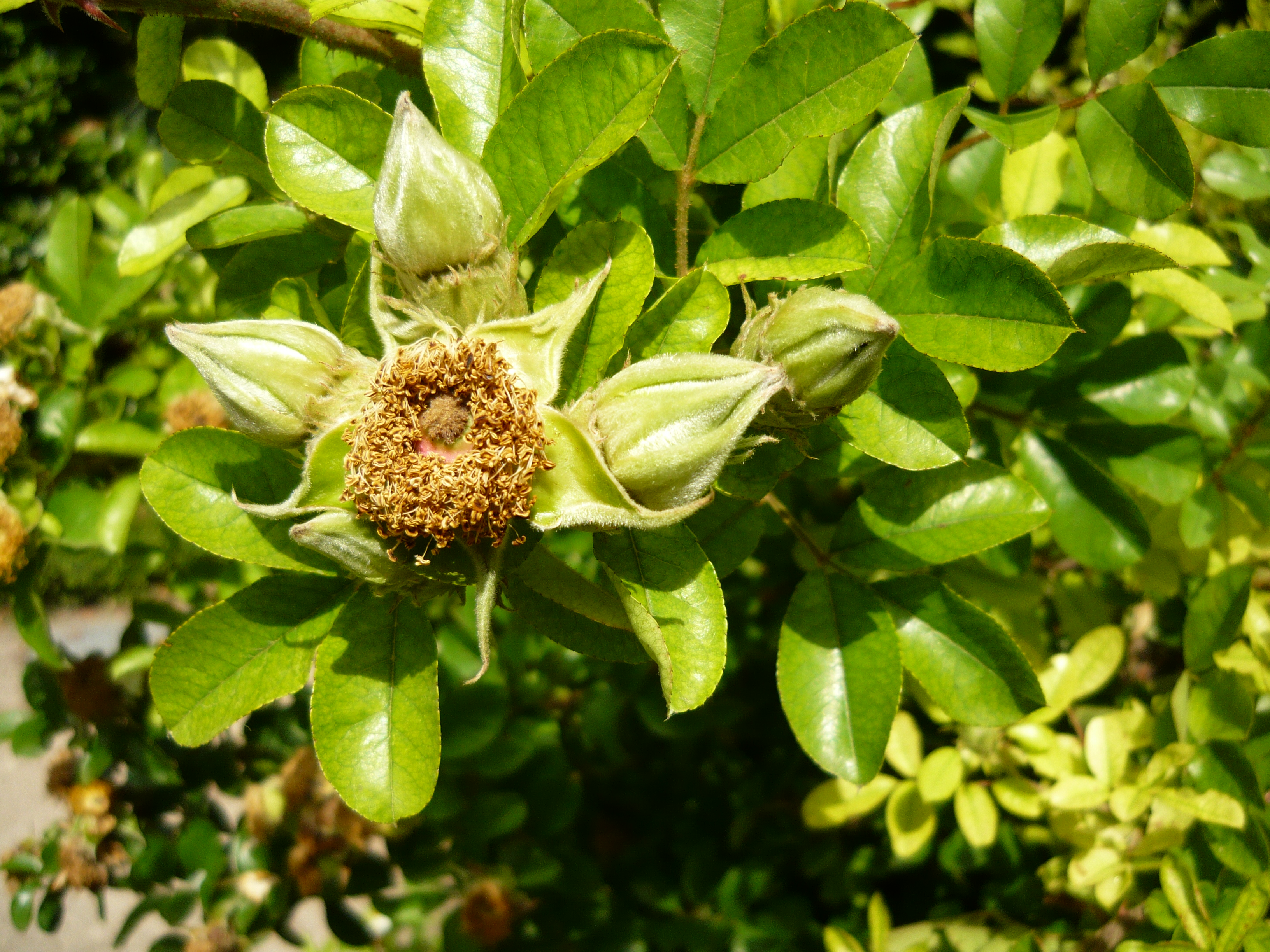
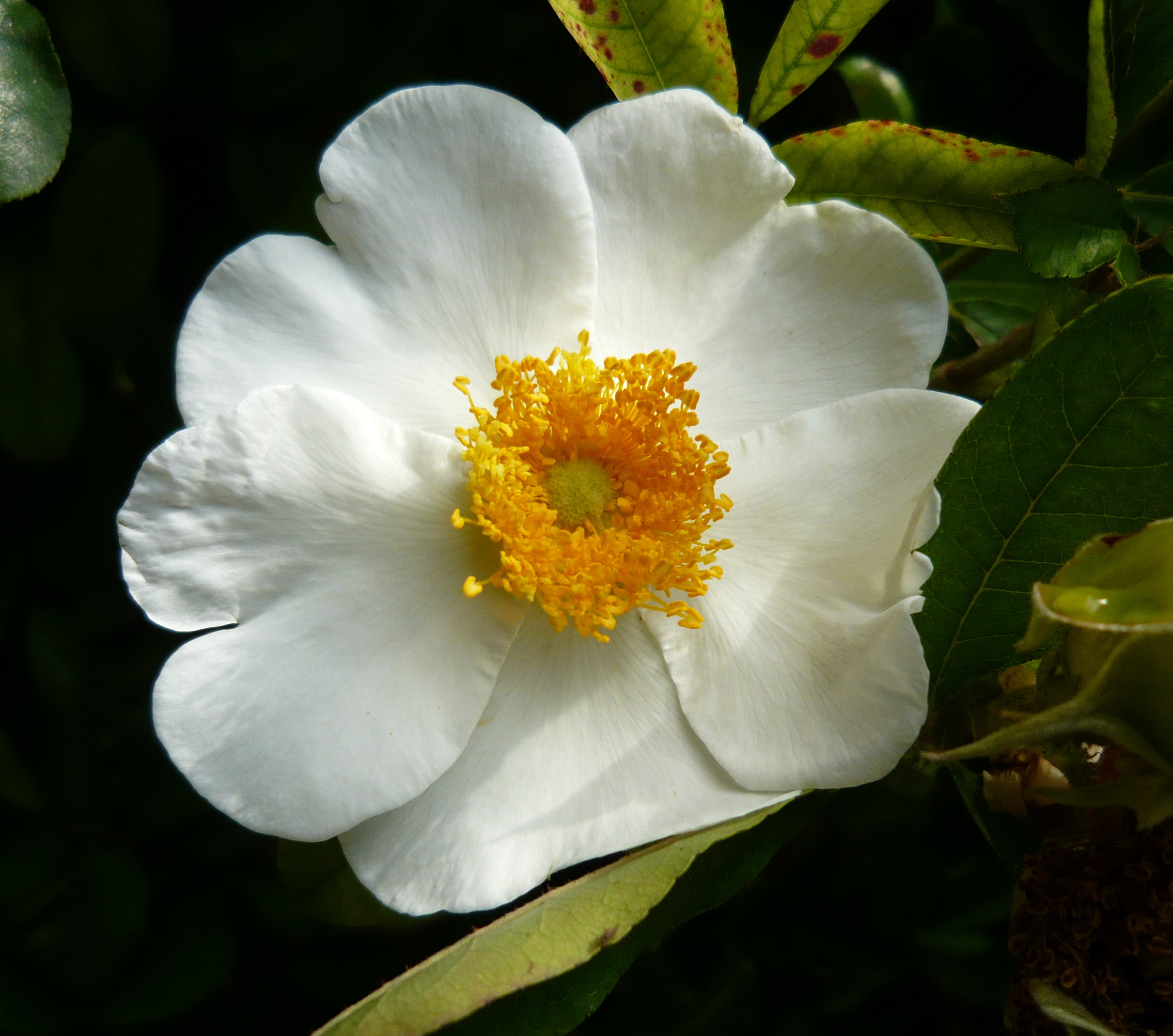
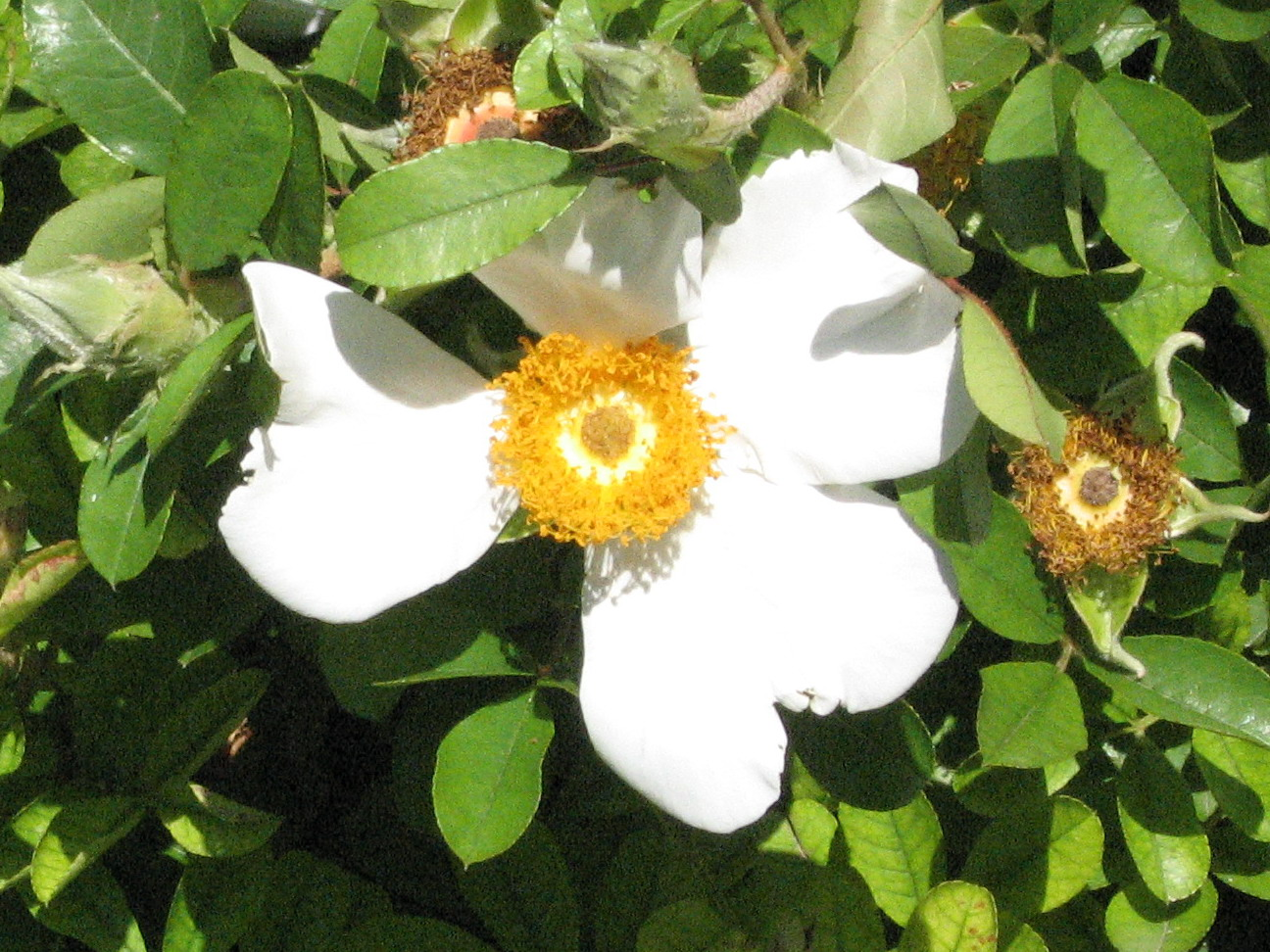